# Trip trip
『trip trip』（トリップ・トリップ）は、KOKIAの2枚目のオリジナルアルバム。2002年1月23日にビクターエンタテインメントから発売された。

## 解説
レーベル移籍後の初アルバムとなる。4thシングル「tomoni」から7thシングル「人間ってそんなものね」までのシングル4曲のほか、9曲のオリジナル曲を収録。「調和」、「tomoni」は民族調の曲、「The rule of the universe」は全編英語歌詞となっている。
本作に収録されている「a gift」は2002年にヨーロッパ全域におけるスバルTVCMソングとして起用された。また本作は中国でも発売されており、同国で発売された特別バージョンには上海で放映されたKOKIA書き下ろしのサントリー烏龍茶CM曲も収録されている。

## 収録曲
（全作詞・作曲：KOKIA）
1. 調和 [4:10]
編曲：吉村龍太
2. 次会う時は [4:42]
編曲：澤近泰輔
3. Say Hi!! [5:13]
編曲：澤近泰輔
4. The rule of the universe [4:40]
編曲：澤近泰輔
5. Princess ÉHIME [4:58]
編曲：KOKIA
6. 天使 [5:12]
編曲：澤近泰輔
7. ぴんくの象 [4:23]
編曲：KOKIA
8. Hello passing days
編曲：澤近泰輔
9. 花 [5:32]
編曲：澤近泰輔
10. 人間ってそんなものね [5:32]
編曲：西川進
11. 足音 [4:20]
編曲：吉村龍太
12. tomoni [5:16]
編曲：吉村龍太
13. a gift [4:46]
編曲：吉村龍太